# Arcoscalpellum chuni
Arcoscalpellum chuni is een rankpootkreeftensoort uit de familie van de Scalpellidae. De wetenschappelijke naam van de soort is voor het eerst geldig gepubliceerd in 1922 door Weltner.